# Le Commis
Le Commis (titre original :  The Assistant) est le deuxième roman de l'écrivain américain Bernard Malamud, publié en 1957.

## Réception critique
Le roman est considéré comme un chef-d'œuvre et est classé parmi les 100 meilleurs romans du XXe siècle par le magazine Time.

## Éditions
Édition originale américaine
- (en) Bernard Malamud, The Assistant, New York, Farrar, Straus and Giroux, 1957

Éditions françaises
- Bernard Malamud (trad. J.-Robert Vidal), Le Commis [« The Assistant »], Paris, Gallimard, 22 février 1960, 280 p. (ISBN 978-2-07-024108-8).
- Bernard Malamud (trad. de l'anglais par J.-Robert Vidal), Le Meilleur [« The Assistant »], Paris, Rivages, 12 octobre 2016, 340 p. (ISBN 978-2-7436-3784-2).

## Adaptation cinématographique
- 1998 : The Assistant, film américain réalisé par Daniel Petrie, avec Gil Bellows, Armin Mueller-Stahl, Joan Plowright et Jaimz Woolvett